# Włodzimierz Mrowiński
Włodzimierz Mrowiński (ur. 22 sierpnia 1956 w Poznaniu, zm. 29 lutego 2004) – polski technik mechanik i polityk, poseł na Sejm PRL IX kadencji.

## Życiorys
Uzyskał wykształcenie średnie, z zawodu technik mechanik. Ukończył zasadniczą szkołę zawodową, po czym podjął pracę jako tokarz w Fabryce Zespołów Napędowych i Części Zamiennych „Zremb” w Poznaniu. W 1977 ukończył Technikum Mechaniczne dla Pracujących przy Zakładach Metalurgicznych „Pomet” w Poznaniu. Od 1975 należał do Polskiej Zjednoczonej Partii Robotniczej, w której był członkiem egzekutywy oddziałowej organizacji partyjnej oraz II sekretarzem OOP. Pełnił funkcję radnego Dzielnicowej Rady Narodowej Poznań-Nowe Miasto. W latach 1985–1989 pełnił mandat posła na Sejm PRL IX kadencji z okręgu Poznań-Nowe Miasto, zasiadając w Komisji Budownictwa, Gospodarki Przestrzennej, Komunalnej i Mieszkaniowej.
Pochowany na cmentarzu parafialnym w Poznaniu.

## Odznaczenia
- Medal 40-lecia Polski Ludowej
- Odznaka honorowa „Za Zasługi w Rozwoju Województwa Poznańskiego”
- Odznaka „Przodownik Czynu Młodzieży 35-lecia PRL”
- Złota Odznaka „Młodzież dla Postępu”
- Brązowa Odznaka „Młodzież dla Postępu”
- Odznaka „Za Zasługi dla Poznańskiej Organizacji ZSMP”